# 塾長・生島ヒロシの定年塾
『塾長・生島ヒロシの定年塾』（じゅくちょう いくしまヒロシのていねんじゅく）は、関東地方の独立局で放送されていた情報番組・教養番組である。スーパーダイスと千葉テレビ放送（チバテレ）の共同製作。

## 概要
2007年から順次定年を迎えていった団塊の世代に、セカンドライフを愉しみながら過ごす秘訣を伝授していた番組。取り上げる話題は、定年退職後のライフプラン・マネープラン・健康・趣味・生涯学習・国内旅行や海外旅行などが中心であった。

## 出演者
出演期間のデータは、チバテレでの放送日時を基準とする。
- 塾長：生島ヒロシ
- スタジオアシスタント：田代沙織（2008年12月20日まで）、石田紗英子（2009年1月3日以降）
- リポーター：森藤恵美[3]、高沢奈苗[2]

## スタッフ
最終回直前の回（2012年3月18日放送分）でのデータを記載。データは、スーパーダイスが配信している公式動画からの参考。
- 協力：生島企画室
- デザイン：浜野史子
- ヘアメイク：太田美智子
- ナレーション：坂本美里 - 2012年3月に3週連続で放送された旅企画「夫婦維新〜土佐の旅」のリポーターを務めたこともある[2][4]。
- 音楽効果：尾澤道春（音こころ）
- 撮影：松岡達也
- VE：川上泰志
- 編集：東健二
- MA：黒川博光
- 企画：青山大介
- プロデューサー：小林純（チバテレ）
- 制作著作：スーパーダイス、チバテレ

## 放送局
| 放送対象地域 | 放送局       | 系列   | 放送日時 | 備考   |
| ------------ | ------------ | ------ | --- | ------ |
| 千葉県       | チバテレ     | 独立局 | 土曜 10:30 - 11:00 （2007年5月5日 - 2009年3月28日） 日曜 08:00 - 08:30 （2009年4月5日 - 2012年3月25日）                                                       | 製作局 |
| 埼玉県       | テレビ埼玉   | 独立局 | 木曜 10:30 - 11:00 （2007年10月11日 - 2011年3月31日） 木曜 12:30 - 13:00 （2011年4月7日 - 2011年6月30日） 木曜 13:00 - 13:30 （2011年7月7日 - 2012年3月29日） |        |
| 神奈川県     | テレビ神奈川 | 独立局 | 木曜 10:00 - 10:30 （2010年4月1日 - 2012年3月29日） |        |